# Yuvalılar, Finike
Yuvalı là một xã thuộc huyện Finike, tỉnh Antalya, Thổ Nhĩ Kỳ. Dân số thời điểm năm 2011 là 2.259 người.